# Hymenocephalus striatissimus torvus
Hymenocephalus striatissimus torvus is een ondersoort van de straalvinnige vissen uit de familie van de rattenstaarten (Macrouridae). De wetenschappelijke naam van de soort is voor het eerst geldig gepubliceerd in 1912 door Smith & Radcliffe.